# 힐 클라임 레이싱
《힐 클라임 레이싱》(Hill Climb Racing)은 핑거소프트(Fingersoft)가 개발한 2차원 물리 기반 드라이빙 게임이다. 2012년에 구글 플레이 및 애플의 iOS의 기기용으로 출시되었다. 출시된지 첫 해 동안 다운로드 수는 100,000,000회 이상이었다. 후속작 힐 클라임 레이싱 2(Hill Climb Racing 2)와 함께 전체 프랜차이즈의 다운로드 수는 2018년 4월 10억 건을 넘어섰다.

## 게임플레이
게임의 목적은 레이싱 스테이지를 통해 운전을 하면서 동전을 모으는 것이다. 운전을 하면 가스를, 전기차의 경우 배터리를 소비하며(움직이지 않더라도 소비함) 플레이어는 가는 길에 가스통이나 배터리를 집어 충전할 수 있다.

## 평가
| 평론 점수    | 평론 점수 |
| 평론사       | 점수      |
| ------------ | --------- |
| Mobil        | 7/10      |
| Modojo       | [ 4 ]     |
| Pocket Gamer | [ 5 ]     |

| 수상               | 수상                                              |
| 평론사             | 수상                                              |
| ------------------ | ------------------------------------------------- |
| Finnish App Awards | 2014 App of the Year                              |
| China Mobile       | Best Sports Game of 2014; Best Innovation of 2015 |